# Évszázad
Az évszázad vagy század (röviden sz.) száz egymást követő év, bár a szó gyakrabban két 100-zal osztható év közötti időre utal (pl. 1800 és 1900 között).

## A századok számozása
A századokat sorszámmal jelölik, régebben elsősorban római számmal, ma már az arab számmal történő számozás is elterjedt. A sorszám mellett meg kell adni azt is, hogy a naptárrendszer kezdete előtti vagy utáni évről van-e szó. 
A következő változatok fordulhatnak elő: Kr. u. XVII. század; Kr. u. 17. század; i. sz. XVII. század; i. sz. 17. század.
Egy műben javasolt vagy csak a római, vagy csak az arab számokat használni (tehát nem keverni a kettőt).

## Kr. e. vagy i. e.
A Gergely-naptár kezdő napja Jézus hagyomány szerinti születési dátuma, ezért az első évet megelőző századokat a „Krisztus előtt” (röviden „Kr. e.”), az első évtől kezdve pedig a „Krisztus után” (röviden „Kr. u.”) megjelölés használatos. Ezt a megnevezést Magyarországon a kommunizmus vallásellenes ideológiájának megfelelően betiltották és az „időszámításunk (kezdete) előtt” (röviden „i. e.”) és az „időszámításunk szerint” (röviden „i. sz.”) kifejezések használatát tették kötelezővé. A kommunizmus, ill. szocializmus utáni és előtti rendszerekben ugyanerre általában a Kr. e. és Kr. u. (Krisztus előtt és után) használatos.
Az angolszász világban az AD (anno domini, „az Úr évében”) és a BC (before Christ, „Krisztus előtt”) formák az elterjedtek. A német nyelvterületen a v. Chr. (vor Christus) és a n. Chr. (nach Christus).

## Más nyelveken
| magyar/1 | Kr. e. = Krisztus előtt                                                  | Kr. u. = Krisztus után                                                     |
| magyar/2 | i. e. = időszámításunk (kezdete) előtt                                   | i. sz. = időszámításunk szerint                                            |
| angol/1  | B. C. vagy BC = Before Christ                                            | A. D. vagy AD = Anno Domini                                                |
| angol/2  | B. C. E. vagy BCE = Before the Common Era, Before the Christian Era      | C. E. vagy CE = Common Era, Christian Era                                  |
| német/1  | v. Chr. = vor Christus                                                   | n. Chr. = nach Christus                                                    |
| német/2  | v. d. Z. = vor der Zeitrechnung vagy v. u. Z. = vor unserer Zeitrechnung | n. d. Z. = nach der Zeitrechnung vagy n. u. Z. = nach unserer Zeitrechnung |
| orosz/1  | До Р. Х. = до Рождества Христова                                         | Р. Х. = Рождества Христова                                                 |
| orosz/2  | До Н.э. = до нашей эры                                                   | Н.э. = нашей эры                                                           |
| francia  | av. J.-C. = avant Jésus-Christ                                           | ap. J.-C. = après Jésus-Christ                                             |

## Századok kezdete és vége
Mivel a Gergely-naptárban nincs 0. év, ezért az első évszázad 1. január 1-jén kezdődött és 100. december 31-ig tartott; a 2. század 101. január 1-jétől 200. december 31-ig tartott; stb. Tehát az időszámításunk szerinti n-edik század [(n − 1) × 100 + 1]. január 1-jén kezdődik és [n × 100]. december 31-én ér véget. Eszerint a XX. század 1901. január elsejétől 2000. december harmincegyedikéig tartott.
A Gergely-naptár kezdőnapja előtti első évszázad i. e. 100. január 1-jétől i. e. 1. december 31-éig tartott; az i. e. 2. század i. e. 200. január 1-től i. e. 101. december 31-ig tartott stb. Tehát az i. e. n-edik század [n · 100]. január 1-jétől [(n - 1) · 100 + 1]. december 31-éig tart.
A fentiekből kiderül, hogy a Gergely-naptár szerint nincs 0. század, hanem az i. e. 1. december 31-én végződő i. e. 1. századot az időszámításunk szerinti 1. január 1-jén kezdődő i. sz. I. század követi.

## Évszázadok listája
| i. e. 5. évezred | i. e. 50. század | i. e. 49. század | i. e. 48. század | i. e. 47. század | i. e. 46. század | i. e. 45. század | i. e. 44. század | i. e. 43. század | i. e. 42. század | i. e. 41. század |
| i. e. 4. évezred | i. e. 40. század | i. e. 39. század | i. e. 38. század | i. e. 37. század | i. e. 36. század | i. e. 35. század | i. e. 34. század | i. e. 33. század | i. e. 32. század | i. e. 31. század |
| i. e. 3. évezred | i. e. 30. század | i. e. 29. század | i. e. 28. század | i. e. 27. század | i. e. 26. század | i. e. 25. század | i. e. 24. század | i. e. 23. század | i. e. 22. század | i. e. 21. század |
| i. e. 2. évezred | i. e. 20. század | i. e. 19. század | i. e. 18. század | i. e. 17. század | i. e. 16. század | i. e. 15. század | i. e. 14. század | i. e. 13. század | i. e. 12. század | i. e. 11. század |
| i. e. 1. évezred | i. e. 10. század | i. e. 9. század  | i. e. 8. század  | i. e. 7. század  | i. e. 6. század  | i. e. 5. század  | i. e. 4. század  | i. e. 3. század  | i. e. 2. század  | i. e. 1. század  |
| 1. évezred       | 1. század        | 2. század        | 3. század        | 4. század        | 5. század        | 6. század        | 7. század        | 8. század        | 9. század        | 10. század       |
| 2. évezred       | 11. század       | 12. század       | 13. század       | 14. század       | 15. század       | 16. század       | 17. század       | 18. század       | 19. század       | 20. század       |
| 3. évezred       | 21. század       | 22. század       | 23. század       | 24. század       | 25. század       | 26. század       | 27. század       | 28. század       | 29. század       | 30. század       |